# Klæbu kommun
Klæbu kommun (norska: Klæbu kommune) var en kommun i Trøndelag fylke i mellersta Norge. Kommunens centralort var Klæbu. 
Den 1 januari 2020 blev Klæbu en del av stadsdelen Heimdal i Trondheims kommun.

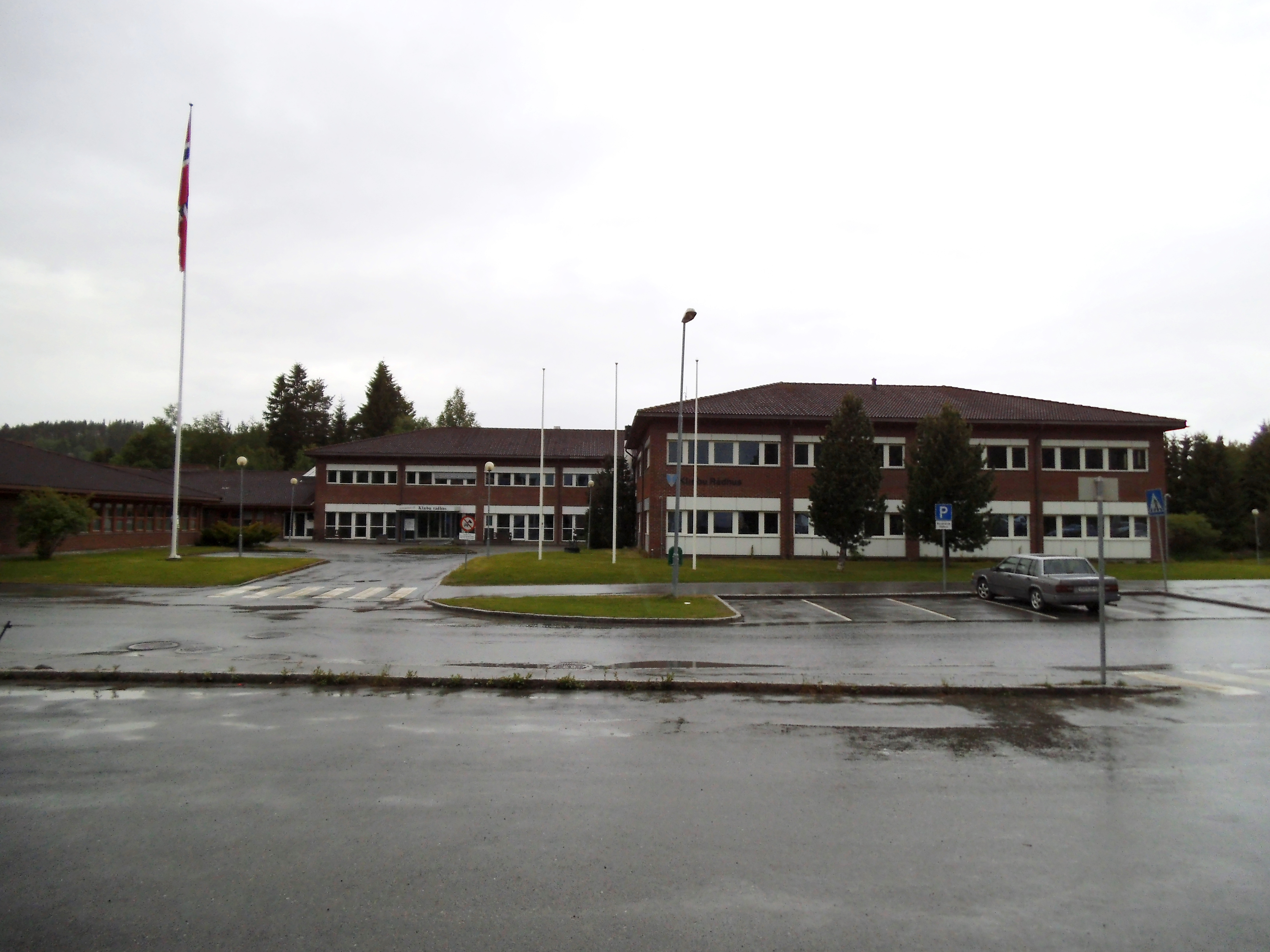
Kommunhuset i Klæbu.